# The Champ (videogioco)
The Champ è un videogioco di pugilato pubblicato nel 1989-1991 per i computer Amiga, Commodore 64 e ZX Spectrum dalla società svizzera Linel, all'epoca con sede in Liechtenstein. L'originale per Amiga è di provenienza svizzera, mentre le conversioni sono opera della società britannica Pantheon Software. The Champ ha meccanica bidimensionale e comprende anche minigiochi che rappresentano l'allenamento del proprio pugile.

## Modalità di gioco
The Champ permette di affrontare allenamenti in palestra, combattimenti con lo sparring partner, incontri singoli in multigiocatore, o una serie di incontri in giocatore singolo contro avversari sempre più impegnativi e con tattiche diverse. 
Gli allenamenti e incontri in singolo rappresentano la carriera del proprio pugile, che inizia con due incontri clandestini per le strade, per poi passare alla palestra e alle arene con pubblico, allo scopo di salire in classifica e aspirare al titolo mondiale del World Boxing Council (WBC). Il gioco aveva il sostegno del WBC e ne mostra il logo storico. I progressi fatti si possono salvare.
Gli incontri consistono in tre riprese da due minuti. Si può vincere per KO o ai punti. Il KO si ottiene azzerando la barra dell'energia dell'avversario o atterrandolo tre volte.
I pugili sono visualizzati di profilo su un'arena con visuale fissa e possono spostarsi solo a destra e sinistra. Combinando gli otto comandi direzionali con o senza il pulsante di fuoco si ottengono molte differenti mosse di attacco e atteggiamenti di difesa, tra cui il clinch e alcuni colpi attuabili durante il clinch stesso. Tuttavia è assente la possibilità di schivare.
Sono applicate le vere regole del pugilato, e negli incontri non in strada è visualizzato anche l'arbitro.
Gli allenamenti sono costituiti da tre minigiochi con il personaggio visualizzato come negli incontri. Il salto della corda richiede mosse ripetitive fatte con tempismo, altrimenti ci si attorciglia. Al sacco si devono replicare le sequenze di pugni sempre più lunghe mostrate dall'allenatore. Il punching ball va colpito più volte possibile nel tempo limitato.
La buona riuscita dell'allenamento migliora la condizione fisica negli incontri. Le sequenze di buoni colpi inflitte o subite durante gli incontri, e le vittorie, migliorano invece il morale del personaggio.
Morale e condizione fisica influenzano l'efficacia dei colpi e la capacità di recupero dell'energia.

## Colonna sonora
Le versioni Amiga e Commodore 64 hanno per tema musicale Gonna Fly Now, brano trato dal celebre film pugilistico Rocky, presumibilmente usato con regolare licenza dato che il compositore Bill Conti è accreditato nel manuale del gioco.

## Accoglienza
The Champ fu trattato dalla stampa di settore europea soprattutto riguardo alla versione Amiga, ottenendo risultati variabili e media intorno alla sufficienza.
Secondo la rivista K (voto 71%) la grafica dei personaggi e degli sfondi è ben fatta, ma l'animazione delude e i combattimenti sono lenti e noiosi.
Anche secondo Génération 4 (60%) e Commodore User (7/10) il gioco è migliore dal punto di vista grafico che dell'azione.
Videogame & Computer World diede un insolito giudizio ottimo (9/10), lodando lo stupefacente realismo e la giusta giocabilità.
Per The Games Machine (52%) il gioco è frustrante e spesso i colpi sembrano andati a segno, ma non si ottiene alcun risultato.
Per Guida Videogiochi (interesse 15/20) grafica e animazione sono appena accettabili, comunque il gioco è buono, anche se solo per gli appassionati del genere.
Parecchie altre riviste diedero alla versione Amiga giudizi complessivi più o meno negativi.
I meno numerosi giudizi sulla versione Commodore 64 furono di solito abbastanza positivi, quelli per ZX Spectrum variabili.